# Георгиевская улица (Псков)
Гео́ргиевская улица — короткая, около 250 м, улица в исторической части Пскова. Проходит от Советской улицы к улице Воеводы Шуйского.

## История

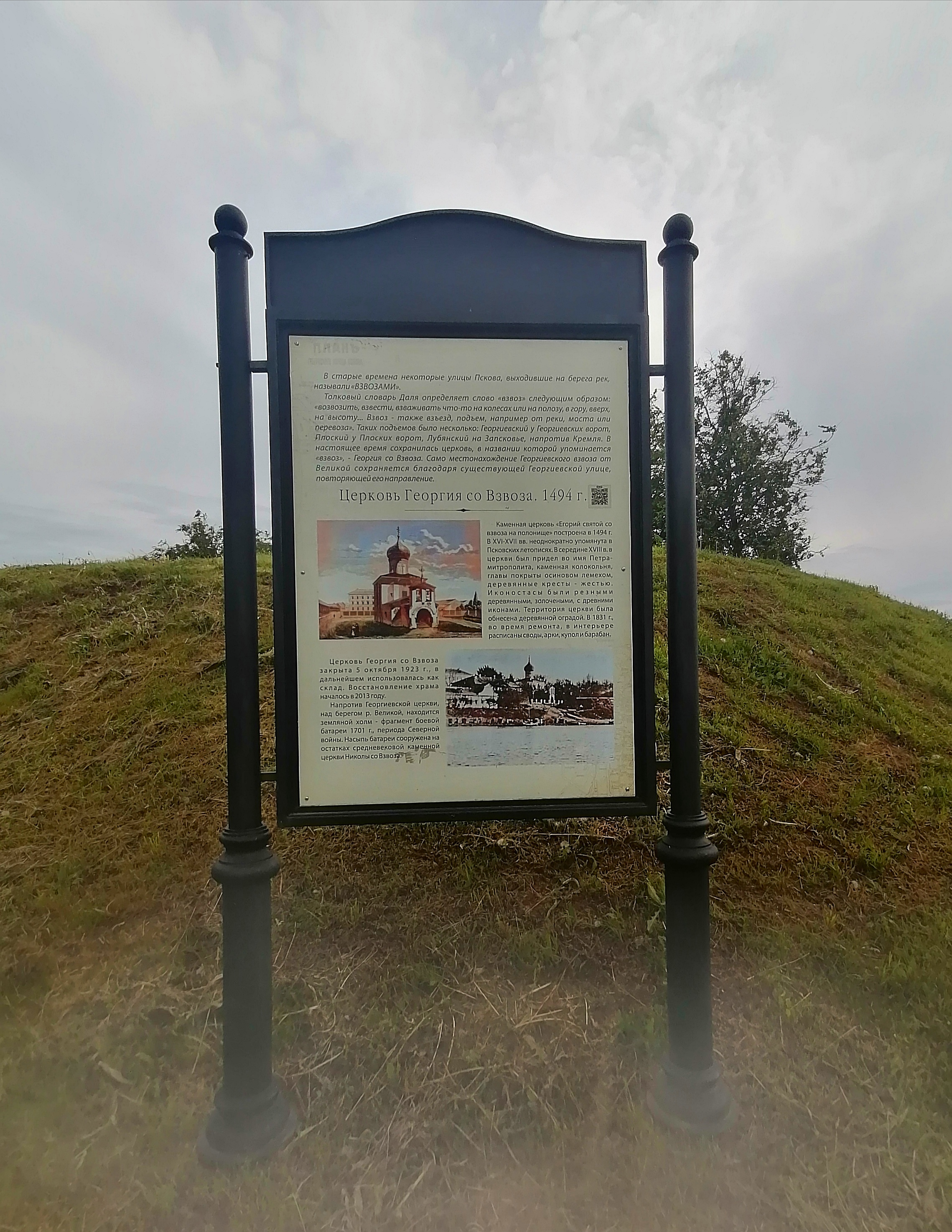
Информационный щит у начала улицы

Прошла по древнему подъёму (взвозу) от реки Великой. Историческое название по расположенной в начале улицы церкви Георгия (построенной в 1494 году).
В 1810 году на нечётной стороне улицы, у её пересечения с Успенской (ныне ул. Калинина), на месте обветшавшей церкви Успения Богородицы (упоминается в Псковской летописи под 1606 годом) упразднённого женского монастыря Успения Богородицы на Полонище (упоминавшегося в Псковских грамотах с 1417 года) построена новая церковь с тем же посвящением — церковь Успения Пресвятой Богородицы с Полонища. Строительство было осуществлено на средства вдовы полковника Анны Лукинишны Шишковой, бабушки декабриста Михаила Александровича Назимова.
В ноябре 1817 года на улице, рядом с подворьем Спасо-Елизаровского монастыря над берегом Великой под размещение Псковской губернской гимназии был приобретён двухэтажный полукаменный (второй этаж — деревянный) дом усадьбы сенатора Н. А. Беклешова (современный адрес — Георгиевская улица, 4). В 1855 году для гимназии было построено новое здание на перекрёстке Георгиевской и Успенской улиц. Ныне это здание занимает средняя школа № 1 им. Поземского.
Между старым зданием гимназии и берегом реки Великая стояли «Окуневские бани», выстроенные из плит Воскресенской церкви, проданной на слом в 1830-х годах. Бани считались привилегированными (возможно их посещал В. И. Ленин), в начале XX века около них в летнее время организовывали одну из нескольких в городе купален. В 1930-е годы помещения бань были переоборудованы под завод безалкогольных напитков.
В советские времена, с 1923 года, улица носила имя Урицкого (постановление президиума Губисполкома от 14.11.1923 г.).
6 августа 2015 года у выхода улицы к реке открыт памятник солдатам Первой мировой войны.

## Достопримечательности
д. 1 — Церковь Георгия со Взвоза

Памятник солдату-псковичу

д. 3А — Церковь Успения Пресвятой Богородицы с Полонища
д. 4 — Усадьба городская Беклешова Н. А. Дом жилой (Первое здание Псковской губернской гимназии)  Объект культурного наследия народов РФ регионального значения. Рег. № 601510251390005 (ЕГРОКН). Объект № 6001158000 (БД Викигида)
Памятник псковичу-солдату (у д. 4, скульптор Александр Пальмин).
д. 5 — Средняя общеобразовательная школа № 1 им. Поземского